# 오스카이엔티의 음반
이 문서는 오스카이엔티에서 발표한 음반의 목록이다.

## 2000년대
- 2004년 8월 6일 바비 킴 - Beats Within My Soul
- 2005년 7월 20일 부가킹즈 - The Renaissance
- 2006년 12월 11일 바비 킴 - Follow Your Soul
- 2008년 4월 24일 부가킹즈 - The Menu[1]
- 2008년 7월 3일 바비 킴 - [Digital Single] 랩소디 Part.3[2]
- 2008년 7월 4일  킴- [Digital Single] 고사:피의 중간고사 OST

- 2009년 1월 12일 바비 킴 - Love Chapter.1 (Special Album)

## 2010년대
- 2010년 3월 22일 길학미 - [Digital Single] 1박2일 Theme Song `Let's Go Paradise`[3]
- 2010년 3월 25일 길학미 - Super Soul
- 2010년 4월 23일 바비 킴 - Heart & Soul
- 2010년 5월 6일 더블케이 - Ink Music
- 2010년 8월 12일 바비 킴 - Heart & Soul Repackage Special Edition `Phto Essay`
- 2010년 9월 15일 바비 킴 - [Digital Single] Project `True Colors` 1
- 2010년 9월 28일 바비 킴 - 닥터챔프 OST Part.1[4]
- 2010년 10월 22일 바비 킴 - 하루 OST Part.3
- 2010년 11월 3일 바비 킴 - 즐거운 나의 집 OST Part.2
- 2010년 11월 9일 바비 킴,더블케이 - [Digital Single] 너 하나만 못해
- 2010년 11월 23일 바비 킴 - [Digital Single] 러브 레시피[5]
- 2010년 12월 21일 길학미 - [Digital Single] 겨울이야기
- 2011년 7월 6일 바비 킴 - 스파이 명월 OST Part.1
- 2011년 7월 25일 바비 킴 길학미 - 스파이 명월 OST Part.4
- 2011년 11월 3일 바비 킴 - 영광의 재인 OST Part.2
- 2011년 11월 18일 부가킹즈 - [Digital Single] 넘버원
- 2012년 1월 10일 바비 킴 - [Digital Single] With Coffee Project Part.2`너만이`
- 2012년 1월 13일 바비 킴 - 사랑과 전쟁 OST
- 2012년 2월 2일 부가킹즈 - A Decade
- 2012년 4월 4일 바비 킴 - [Digital Single] 러브 레시피 II[6]
- 2012년 7월 6일 바비 킴 - OLD & NEW
- 2013년 3월 22일 바비 킴 - [Digital Single] Hitman Project #3:A Tribute To The Hitman,David Foster
- 2013년 4월 27일 바비 킴 - 금 나와라 뚝딱! OST Part.1
- 2013년 7월 24일 더러쉬 - [Digital Single] 초라해지네
- 2013년 8월 27일 바비 킴 - 불의 여신 정이 OST Part.3
- 2013년 9월 17일 더러쉬 - 불의 여신 정이 OST Part.5
- 2013년 9월 25일 조이어클락 - [Digital Single] 착각
- 2013년 11월 14일 조이어클락 - [Digital Single] 잊혀지다
- 2013년 11월 25일 더러쉬 - [Digital Single] Yesterday
- 2013년 12월 27일 길학미 - [Digital Single] 텅 빈 방
- 2014년 4월 15일 조이어클락 - Purity
- 2014년 5월 7일 바비 킴 - 닥터 이방인 OST Part.1
- 2014년 9월 29일 조이어클락 - [Digital Single] 작은기적
- 2014년 10월 22일 바비 킴 - 거울
- 2014년 12월 8일 조이어클락 - [Digital Single] 겨울이 오면
- 2015년 3월 5일 조이어클락 - [Digital Single] 미안해 그만해 사랑해
- 2015년 7월 30일 길학미 - [Digital Single] illusion
- 2015년 8월 27일 조이어클락 - 여왕의 꽃 OST Part.4
- 2015년 10월 26일 조이어클락 - [Digital Single] 난 니가 꿈이었는데
- 2015년 11월 20일 더러쉬 - [Digital Single] 이러지 말아요
- 2016년 2월 6일 바비 킴 -  리멤버 - 아들의 전쟁 OST Part.6
- 2016년 2월 29일 임정희 - [Digital Single] Crazy
- 2016년 3월 2일 임정희 - [Digital Single] 투유 프로젝트 - 슈가맨 Part.20[7]
- 2016년 4월 25일 조이어클락 - [Digital Single] 괜찮습니다
- 2016년 5월 10일 임정희 - 동네변호사 조들호 OST Part.3
- 2016년 5월 27일 더러쉬 - 마녀보감 OST Part.1
- 2016년 6월 11일 임정희 - 마녀보감 OST Part.3
- 2016년 7월 9일 양수경 - 양수경 미니앨범
- 2016년 10월 11일 임정희 - [Digital Single] I.O.U
- 2016년 11월 7일 양수경 - 양수경 BEST OF BEST
- 2016년 12월 20일 조이어클락 - [Digital Single] Joy Christmas
- 2016년 12월 25일 임정희 - [Digital Single] 싱포유 - 두번째이야기 크리스마스[8]
- 2017년 2월 7일 더러쉬 - [Digital Single] I Belong To You
- 2017년 9월 4일 양수경 - [Digital Single] 애련 (愛戀)
- 2017년 11월 29일 양수경 - [Digital Single] 현이와 덕이 오마쥬 13
- 2017년 12월 18일 임정희 - [Digital Single] The Christmas Day
- 2018년 1월 8일 임정희 - 투깝스 OST Part.6
- 2018년 10월 21일 임정희 - 나인룸 OST Part.1
- 2019년 8월 21일 임정희 - 우아한 가 OST Part.1